# Conophyma pylnovi
Conophyma pylnovi är en insektsart som beskrevs av Boris Petrovich Uvarov 1925. Conophyma pylnovi ingår i släktet Conophyma och familjen Dericorythidae.

## Underarter
Arten delas in i följande underarter:
- C. p. glutum
- C. p. pylnovi
- C. p. claripes